# Ștefan Bănică (junior)
Ștefan Bănică junior (n. 18 octombrie 1967, București, România) este un actor, compozitor, cântăreț, regizor, producător și moderator TV român. Având o carieră de peste 30 de ani, este unul dintre cei mai complecși și apreciați artiști din România.
A susținut mii de concerte, stabilind adevărate recorduri în România prin concertele sale de Crăciun, susținute consecutiv la Sala Palatului, cea mai longevivă și complexă producție muzicală din România, o adevărată tradiție de peste 15 ani.
A lansat 15 albume de autor, vândute în peste 500.000 exemplare, premiate cu cinci discuri de aur și două de platină.
Zeci de videoclipuri muzicale, peste 30 de roluri în film și teatru și nenumărate alte premii și distincții vin în completarea palmaresului său impresionant.
Cu un public foarte variat, începând de la copii, tineri și până la părinți și bunici, Ștefan Bănică reprezintă un adevărat brand în showbizul românesc.
Este fiul celebrului actor Ștefan Bănică (senior) și al jurnalistei Sanda Vlad-Liteanu.
Președintele României Ion Iliescu i-a conferit actorului Ștefan Bănică (junior) la 13 mai 2004 Ordinul Meritul Cultural în grad de Cavaler, Categoria D - "Arta Spectacolului", „în semn de apreciere a întregii activități și pentru dăruirea și talentul interpretativ pus în slujba artei scenice și a spectacolului”.

## Viața privată
A fost căsătorit cu actrița Mihaela Rădulescu în perioada 1994 - 1999.
A avut o relație cu Camelia Constantinescu, cea care i-a născut primul copil, Radu Ștefan Bănică. Cei doi însă nu au fost căsătoriți oficial și s-au despărțit în anul 2005.
În ianuarie 2006 Ștefan s-a căsătorit cu realizatoarea TV, Andreea Marin,
care a născut pe 15 decembrie 2007 o fetiță pe nume Ana Violeta.
În octombrie 2013 Ștefan Bănică și Andreea Marin au divorțat.
Din 2013 Ștefan Bănică este într-o relație cu cântăreața Lavinia Pârva.

## Discografie
- Un actor, un rock'n'roll - Drăgan Music, 1992
- Te rock... frumos - Roton, 1996
- Cel de acum - Media Pro Music, 2000
- Doar un Crăciun cu tine - Media Pro Music, 2000
- De dragoste...în toate felurile - Media Services, 2001
- Ștefan Bănică În Concert - Media Services, 2003
- Zori de zi - Media Services, 2003
- Numele tău, cu Angela Gheorghiu - Media Services, 2005
- Duete + Numele tău (ft. Angela Gheorghiu) - Media Services, 2005
- Marile hituri (CD+DVD) - Cat Music, 2007
- Împreună - Roton, 2007, 2008
- Toată Lumea Dansează, 2009, ediție de colecție Jurnalul Național
- Un Crăciun cu Ștefan Bănică - MediaPro Music, 2009
- Super Love - MediaPro Music, 2010[15]
- Altceva - MediaPro Music, 2012
- Love Songs (Live Acoustic) - MediaPro Music, 2013

## Filmografie

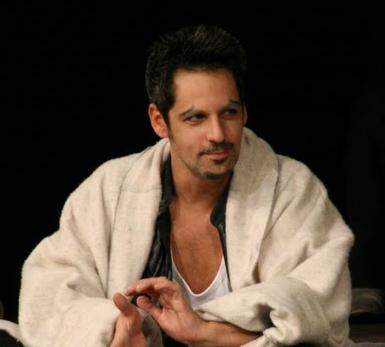
Ștefan Bănică (junior) în piesa de teatru Revizorul.

- Eroii nu au vârstă – serial TV, regia M. Constantinescu, 1984 (rol: Guriță)
- Liceenii (1986) - Mihai Marinescu
- Extemporal la dirigenție (1988) - Mihai Marinescu
- O călătorie de neuitat – serial TV, regia Geo Saizescu, 1988 (rol: Ion)
- Liceenii Rock'n'Roll (1991) - Mihai Marinescu
- Templul tăcerii – regia George Bușecan, 1992 (rolul: Alec)
- Omul Negru - film TV, muzical, produs și regizat de Oana Ionescu, TVR1, 1992[16] (roluri: Omul Negru, turistul)
- Cine l-a răpit pe Moș Crăciun? – 50 min. film TV, comedie, produs și regizat de Oana Ionescu, 1992 (rol: detectivul)
- Triunghiul morții (1999) - soldatul german Franz
- Proprietari de stele – regia Savel Stiopu, 1999 (rol: Dan)
- Sexy Harem Ada Kaleh (2001) - Gicu
- Băieți buni – serial TV, 2005 (rol: Răzvan Dragomir - Ciupanezu')
- Mașini (Cars) - regia John Lasseter, 2006 (rol: Ramone - voce, versiunea în limba română)
- A Beautiful Life - regia Alejandro Chomski, 2007
- Ho Ho Ho – regia Jesús del Cerro, 2009 (rol: Ion/Moș Crăciun)

## Teatru
- Drum spre adevăr de N. Munteanu, regia Adriana Popovici, 1987, Teatrul Casandra
- Nae Girimea – D`ale carnavalului de I. L. Caragiale, regia Ion Cojar, 1989, Teatrul Casandra
- Algernon – Bună seara, d-le Wilde! de Oscar Wilde, regia Ion Cojar, 1989, Teatru Casandra
- Luca – Maidanul cu dragoste de G.M. Zamfirescu, regia Grigore Gonța, 1990, Teatrul Mic
- Sir Persant - Merlin de Tankred Dorst, regia Cătălina Buzoianu, 1991, Teatrul Bulandra
- Melchior – Deșteptarea primăverii de Frank Wedekind, regia Liviu Ciulei, 1991, Teatrul Bulandra
- Demetrius – Visul unei nopți de vară de William Shakespeare, regia Liviu Ciulei, 1992, Teatrul Bulandra
- Florizel – Poveste de iarnă de William Shakespeare, regia Alexandru Darie, 1994, Teatrul Bulandra
- Ionel - Domnișoara Nastasia de G.M. Zamfirescu, regia Horea Popescu, 1996, Teatrul Odeon
- Paul Bratter – Desculți în parc de Neil Simon, regia Dinu Manolache, 1996, Teatrul de Comedie - 1997, Teatrul Mic
- Mr. White - Black & White de Watherhouse & Hall, regia Florian Pittiș, 1997, Teatrul Bulandra
- Laertes - Hamlet de William Shakespeare, regia Liviu Ciulei, 2000, Teatrul Bulandra
- Feste, clown – A douăsprezecea noapte  de William Shakespeare, regia Gelu Colceag, 2003, Teatrul de Comedie
- Billy Flynn -  Chicago de Maurine Dallas Watkins, regia Ricard Reguant Molinos, 2005, Teatrul Național București
- Hlestakov - Revizorul de Gogol, regia Horațiu Mălăele, 2006, Teatrul de Comedie
- Paul Bratter – Desculț în parc de Neil Simon, regia Ștefan Bănică, 2009, proiect independent
- George – Cui i-e frică de Virginia Woolf de Edward Albee, regia: Gelu Colceag, Teatrul de Comedie
- Trigorin – Pescărușul de A.P.Cehov, regia: Claudiu Goga, Teatrul de Comedie
- Alfonso Bursucco di Pomodoro / Pulcinella – La Pulce, după Puricele în ureche de Georges Feydeau, regia: Horațiu Mălăele, Teatrul de Comedie
- Jake - Jake și femeile lui de Neil Simon, regia: Claudiu Goga, Teatrul Metropolis, 2016

## Televiziune
- Gazda emisiunii Dansez pentru tine, PRO TV (2006–2013)
- Gazda emisiunii Dancing on Ice - Vis în doi, ANTENA 1 (2022)
- Apariții în show-uri de divertisment în prime-time pe cele mai importante posturi de televiziune din România (TVR 1, TVR 2, ANTENA 1, TELE 7abc, PRO TV, PRIMA TV)
- 10 Show-uri Popeasca & Bănică (TVR, ANTENA 1, PRO TV)
- Moderatorul emisiunii-concurs "21" (TVR)
- Publicitate: apariții în spoturile DERO (1999-2003), Carrefour (2009), Delma (2010), Gillette (2012)
- Compozitor al piesei „Dansez pentru tine” – melodia emisiunii TV cu același nume difuzată de PRO TV (2006 - 2013)
- Jurat X Factor România, Antena 1 (2014, 2015, 2016, 2017, 2018, 2020, 2021)
- Jurat Next Star", Antena 1 (2020-2021), alături de Loredana Groza și Dorian Popa.

## Videoclipuri
- Te iubesc ca un bleg – 1990, produs / regizat de Oana Ionescu (TVR1) - album “Un actor/un rock’n’roll “
- Cristina, 1992, produs / regizat de Oana Ionescu, (TVR1)
- Omul Negru, produs / regizat de Oana Ionescu, (TVR1)
- Rodica, regia Ștefan Bănică , 1997 - album “Te rock...frumos “
- Poveste, regia Petre Năstase, 2000 - album “ Cel de acum”
- Doar un Crăciun cu tine, regia Petre Năstase, 2000 - album “Doar un Crăciun cu tine”
- Mi-e dor de ochii tăi, regia Petre Năstase, 2001- album “Cel de acum”
- Găsește-mi loc în inima ta, regia  Bogdan Toader, 2001 - album “ De dragoste...în toate felurile”
- Te iubesc, femeie, regia Bogdan Toader & Ștefan Bănică , 2002 - album “De dragoste...în toate felurile”
- Ăsta-s eu, regia Bogdan Toader & Ștefan Bănică, 2002 - album “De dragoste...în toate felurile”
- Încă o zi, regia Bogdan Toader & Ștefan Bănică, 2002 - album “De dragoste...în toate felurile”
- Poveste Rock'n'Roll, regia Bogdan Toader, 2003 - album “Ștefan Bănică jr în concert”
- Vorbe-n vânt, regia Bogdan Toader & Ștefan Bănică, 2003 - bonus track album “Zori de zi”
- Am s-o aștept mereu, regia Dragoș Buliga, 2003 - album “Zori de zi”
- Iubește-o sincer, regia Dragoș Buliga, 2004 - album “Zori de zi”
- Veta, regia Bogdan Toader & Ștefan Bănică, 2004 - album “Zori de zi”
- Doar o dată-i Crăciunul, regia Bogdan Toader & Ștefan Bănică, 2004 - bonus track album “Zori de zi”
- Numele tău, regia Eduardo Vasquez, 2005 - album “Numele tău”
- Cum am ajuns să te iubesc, regia Petre Năstase, 2006 - album “Duete”
- S-o facem lată, regia Iulian Moga, 2007- album "Împreună "
- Tu și eu, 2008 – album “Împreună”
- Dansează baba, 2008 – album “Împreună”
- Epilog, 2009 – album “Împreună”
- Super-love, 2010 – album “Super-love”
- Gustul dragostei,  2011 - album “Super-love”
- Nu e prea târziu, 2012 – album “Altceva”
- Ce e dragostea?, 2012 – album “Altceva”
- Alerg printre stele, 2013 - album “Altceva”
- Gură, taci!, 2015
- La masa mea - Cabron ft. Ștefan Bănică, 2016
- Acasă de Crăciun, 2016

## Concerte
Din 2002 și până în prezent a susținut 63 de concerte de Crăciun «sold out» la Sala Palatului, cea mai importantă sală de spectacole din România.
În 2008 a susținut (record pentru România) 7 concerte consecutive de Crăciun «sold out» la Sala Palatului.
- 1994 - ÎNTRE PRIETENI
- 1994 - ROCK'N'ROLL ÎNTRE PRIETENI (2 concerte)
- 1995 - GALELE TELE7ABC
- 2001 – DERO CK'N'ROLL – POVESTEA UNEI SERI DE MAI
- 2002 - GĂSEȘTE-MI LOC ÎN INIMA TA (2 concerte)
- 2002 - ÎNCĂ O ZI
- 2003 - ZORI DE ZI (2 concerte)
- 2004 - DOAR O DATĂ-I CRĂCIUNUL (3 concerte)
- 2005 - DUETE DE CRĂCIUN (3 concerte)
- 2006 - CONCERT EXTRAORDINAR DE CRĂCIUN (5 concerte)
- 2006 - CONCERT ÎN HYDE PARK, Londra – Ștefan Bănică a cântat în duet cu soprana Angela Gheorghiu cântecul "Numele tău", în varianta pop-rock simfonic;
- 2007 - ÎMPREUNĂ DE CRĂCIUN (6 concerte)
- 2008 – CONCERT EXTRAORDINAR DE CRĂCIUN (7 concerte)
- 2009 - CONCERT EXTRAORDINAR DE CRĂCIUN (6 concerte )
- 2010 - CONCERT EXTRAORDINAR DE CRĂCIUN "SUPER-LOVE" (5 concerte)
- 2011 – "TE IUBESC, FEMEIE!",  2 concerte acustice dedicate în mod special femeilor cu ocazia zilei de 8 Martie
- 2011 - CONCERT ANIVERSAR DE CRĂCIUN – 10 ANI (5 concerte)
- 2012 – "TE IUBESC, FEMEIE!", 2 concerte acustice dedicate în mod special femeilor cu ocazia zilei de 8 Martie
- 2012 – Turneu național "ALTCEVA", 9 concerte în 9 orase din România
- 2012 - CONCERT EXTRAORDINAR DE CRĂCIUN – "O NOAPTE DE CRĂCIUN CU ȘTEFAN BĂNICĂ" (4 concerte)
- 2013 – "CE E DRAGOSTEA?", 2 concerte acustice dedicate femeilor cu ocazia zilei de 8 Martie
- 2013 - CONCERT EXTRAORDINAR DE CRĂCIUN – "ALERG PRINTRE STELE" (3 concerte)
- 2014 – "LOVE SONGS", 2 concerte acustice cu ocazia Zilei Internaționale a Femeii
- 2014 - CONCERT EXTRAORDINAR DE CRĂCIUN (4 concerte)
- 2015 – "TE IUBESC, FEMEIE!", 2 concerte acustice dedicate Zilei Femeii
- 2015 – Turneu național "GURĂ, TACI!", 9 concerte în 9 orașe din România
- 2015 – CONCERT EXTRAORDINAR DE CRĂCIUN (3 concerte)
- 2016 – "TE IUBESC, FEMEIE!", 2 concerte acustice dedicate Zilei Femeii
- 2016 – Turneu național, 8 concerte în 8 orașe din România
- 2016 – CONCERT EXTRAORDINAR DE CRĂCIUN (5 concerte)
- 2017 - "TE IUBESC, FEMEIE!", 2 concerte acustice dedicate Zilei Femeii

## Concerte televizate
- Recital "Festivalul Mamaia" - 1992, 2002, 2004 (TVR)
- Recital "Cerbul de Aur" - 1997, 2003, 2008 (TVR)
- "Galele Tele7ABC" - 1995, 1998 (Tele7ABC)
- "Camel Planet" - 1997 (TVR)
- "Povestea unei seri de mai" - 1997 (Antena 1)
- "Găsește-mi loc în inima ta" - 2002 (Prima TV)
- "Ăsta-s eu" - 2002 (Antena 1)
- "Încă o zi" - 2002 (Pro TV)
- "Vorbe-n vânt" - 2003 (Antena 1)
- "Zori de zi" - 2003 (Pro TV)
- "Doar o dată-i Crăciunul" - 2004 (Pro TV)
- "Duete de Crăciun" - 2005 (Pro TV)
- "Concert extraordinar de Crăciun" - 2006 (Pro TV)
- "Împreună de Crăciun" - 2007 (Pro TV)
- "Concert extraordinar de Crăciun" - 2008 (Pro TV)
- "Concert extraordinar de Crăciun" – 2009 (Pro TV)
- "Concert extraordinar de Crăciun «Super-love»"  - 2010 (Pro TV)
- "Concert Aniversar de Crăciun – 10 ani" - 2011 (Pro TV)
- "Concert extraordinar de Crăciun – O noapte de Crăciun cu Ștefan Bănică" – 2012 (Pro TV)
- "Concert extraordinar de Crăciun – Alerg printre stele" – 2013 (Pro TV)
- "Concert extraordinar de Crăciun" – 2014 (Antena 1)
- Concert acustic “Te iubesc, femeie!" – 2015 (Antena Stars)
- "Concert extraordinar de Crăciun" – 2015 (Antena 1)
- "Concert extraordinar de Crăciun" – 2016 (Antena 1)

## Premii
- 1987 – Premiul ACIN pentru interpretare (pentru rolul "Mihai" din filmul Liceenii)
- 1995 – Cea mai bună emisiune de divertisment - Ceaiul de la ora 5
- 1998 – Cel mai bun cuplu satiric TV - Popeasca & Bănică, Moftul Român
- 1999 – Premiul “Mari cupluri ale micului ecran” - Popeasca & Bănică
- 1999 – Cel mai bun interpret rock, District-Dialog
- 2000 – Premiul “Șlagărul anului” - Festivalul Mamaia
- 2001 – Cel mai bun album pop-rock - “De dragoste ... în toate felurile” – Premiile Industriei Muzicale Românești
- 2002 – Premiul “Șlagărul anului” - Festivalul Mamaia
- 2002 – Cel mai bun cântăreț, Radio România
- 2002 – Artistul anului, Radio România
- 2002 – Cel mai iubit interpret, Radio București
- 2002 – Cel mai iubit cântăreț, Surprize, Surprize, TVR
- 2002 -  Dublu disc de aur și platină – pentru albumul „De dragoste... în toate felurile”
- 2003 –  Premiul TV K Lumea
- 2003 – Cel mai bun interpret, Radio România
- 2003 – Vedeta anului, Actualitatea muzicală
- 2004 – The BEST SOLO MUSIC PERFORMER, MTV ROMANIA MUSICAL AWARDS
- 2004 – Cel mai iubit cântăreț, Surprize, Surprize, TVR
- 2004 – Ordinul Meritul Cultural în grad de Cavaler, Președinția României
- 2004 -  Discul de aur - „Zori de zi”
- 2005 – Cea mai iubită trupă pop, rock, dance - Ștefan Bănică jr. and Rock'n'roll Band – "Cei mai iubiți”, TVR
- 2005 – Cea mai iubită melodie a anului 2005 - Veta – "Cei mai iubiți", TVR
- 2006 – Cel mai bun interpret solo – ȘTEFAN BĂNICĂ JR. (“Numele Tău”)  - Premiile MTV ROMÂNIA
- 2006 și 2007 – Premiile TV Mania – Cea mai bună emisiune pentru oameni obișnuiți - „Dansez pentru tine” (Pro TV)
- 2007 -  MTV – Cel mai bun cântec - Ștefan Bănică Jr feat. Ștefan Bănică Senior – Cum am ajuns să te iubesc; Cel mai bun artist solo – Toată lumea dansează; Cea mai bună prestație live;
- 2008 - Radio România Actualități – Cel mai bun interpret; Cel mai bun album pop – “Împreună”
- 2008 – Premiile TV Mania – Cea mai bună emisiune de divertisment - Dansez pentru tine (Pro TV) ; Cel mai sexy star TV : Ștefan Bănică
- 2008 – Gala Superlativelor VIP 2008: Muzica Pop-rock : Ștefan Bănică
- 2008 – Gala Celebritățile Anului – Solistul anului: Ștefan Bănică
- 2009 – Premiile VIP – Ștefan Bănică - premiul la secțiunea teatru pentru producția “Desculț în parc”
- 2009 – Gala Celebritățile Anului – Solistul anului: Ștefan Bănică
- 2009 – Premiile VIP – Ștefan Bănică - premiul pentru cel mai bun show muzical din România
- 2011 –  Premiile Radio România  - Ștefan Bănică – cel mai bun interpret; “Super-love” - Ștefan Bănică – cel mai bun album pop
- 2011 – Romanian Top Hits, Bacău – Ștefan Bănică – Best Romanian Artist & Boys top hit - “Super-love”
- 2011 – Eva.ro - Premiul de Excelență pentru cei 10 ani neîntrerupți de spectacole de Crăciun și pentru întreaga carieră
- 2013 –  Premiile Muzicale Radio România  - Ștefan Bănică – Cel mai bun interpret; “Altceva” – Cel mai bun album pop; Ștefan Bănică – Artistul Anului
- 2013 – Story Celebrity Awards – Premiul Special pentru profesionalism și complexitate în întreaga carieră
- 2013 – Premiile VIP – Premiul Special la secțiunea Teatru pentru rolul Trigorin - “Pescărușul”  de A.P. Cehov, Teatrul de Comedie
- 2014 - Celebrity Awards - Premiul “Cel mai complex artist” și “Cea mai charismatică vedetă masculină”
- 2014 – Stars Awards – “Rock Star-ul Anului”
- 2015 – Gala Eva.ro – Premiul Special pentru 14 ani de Concerte de Crăciun